# Hrabstwo Catoosa

Piramida wieku hrabstwa

Hrabstwo Catoosa (ang. Catoosa County) – hrabstwo w stanie Georgia w Stanach Zjednoczonych. Jego siedzibą administracyjną jest Ringgold.

## Geografia
Według spisu z 2000 obszar całkowity hrabstwa obejmuje powierzchnię 162,66 mil2 (421,29 km²), z czego 162,23 mil2 (420,17 km²) stanowią lądy, a 0,44 mil2 (1,14 km²) stanowią wody.

### Miejscowości
- Ringgold
- Fort Oglethorpe

### CDP
- Indian Springs
- Lakeview

### Sąsiednie hrabstwa
- Hrabstwo Hamilton, Tennessee (północ)
- Hrabstwo Whitfield, Georgia (wschód)
- Hrabstwo Walker, Georgia (wschód)

## Demografia
Według spisu z 2020 roku liczy 67,9 tys. mieszkańców, co oznacza wzrost o 6,1% w porównaniu z poprzednim spisem z roku 2010. Według danych pięcioletnich z 2021 roku 92,3% to biali (89,1% nie licząc Latynosów), 3,4% czarnoskórzy lub Afroamerykanie, 2,1% miało rasę mieszaną, 1,5% Azjaci, 0,5% to rdzenna ludność Ameryki i 0,2% pochodziło z wysp Pacyfiku. Latynosi stanowili 3,9% populacji hrabstwa.
Do największych grup należały osoby pochodzenia „amerykańskiego” (19,8%), angielskiego (14%), irlandzkiego (12,3%), niemieckiego (10,6%) i szkockiego lub szkocko–irlandzkiego (3,8%).

## Religia
W 2020 roku do największych grup pod względem członkostwa należały: Południowa Konwencja Baptystów (11,3 tys.), bezdenominacyjne zbory ewangelikalne (5,6 tys.), Zjednoczony Kościół Metodystyczny (2 tys.), hinduiści (1,7 tys.) i Kościół katolicki (1,1 tys.). 

## Polityka
Hrabstwo jest bardzo silnie republikańskie, gdzie w wyborach prezydenckich w 2020 roku, 77,1% głosów otrzymał Donald Trump i 21,2% przypadło dla Joe Bidena. 